# Stählerne Krone

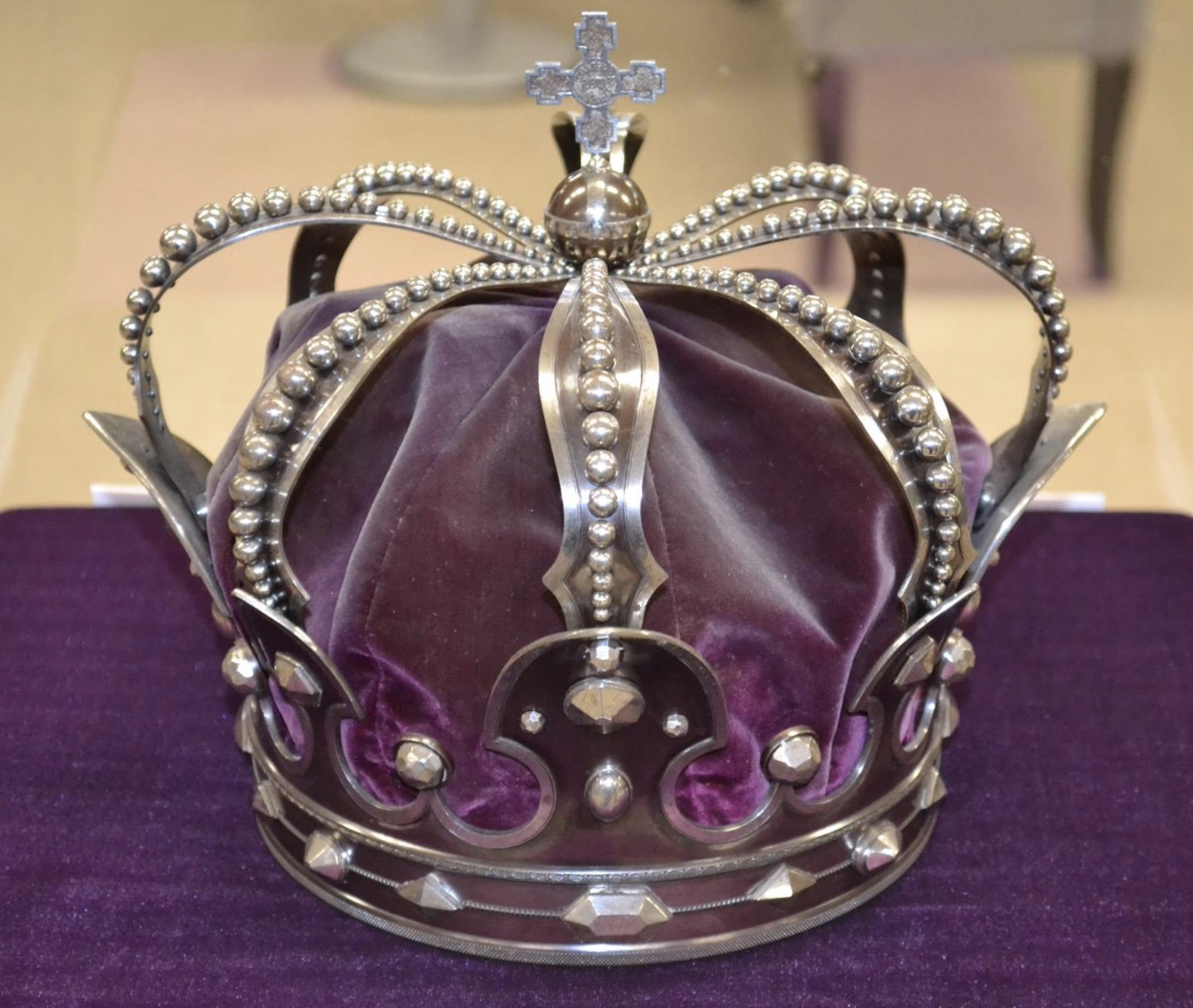
Die Stählerne Krone

Die Stählerne Krone des Königreichs Rumänien wurde für die Krönung Carols I. 26. März 1881 hergestellt. 
Sie besteht aus Stahl und wurde von Offizieren der Artillerie im Heeresarsenal (Arsenalul Armatei) von Bukarest aus einer Gussstahlkanone, die die rumänische Armee bei Plewen (Bulgarien) von den Osmanen im Rumänischen Unabhängigkeitskrieg (1877–1878) erbeutet hatte, angefertigt. Sie wird daher auch als Plevna-Krone bezeichnet. Nach Wunsch Carols I. wurde sie aus Stahl und nicht etwa Gold geschmiedet, um die Tapferkeit der rumänischen Soldaten zu versinnbildlichen. Dieselbe Krone wurde 1922 bei der Krönung von Ferdinand I. von Rumänien und Königin Marie von Edinburgh zum Herrscherpaar Rumäniens in Alba Iulia verwendet.